# Kanton Malakoff
Der Kanton Malakoff war von 1967 bis 2015 ein französischer Wahlkreis im Arrondissement Antony, im Département Hauts-de-Seine und in der Region Île-de-France.
Der Kanton war identisch mit der Stadt Malakoff.